# Lizzie and the Beauty Contest
Lizzie and the Beauty Contest è un cortometraggio muto del 1915 diretto da  Al Christie.

## Produzione
Il film - un cortometraggio in due bobine - fu prodotto dalla Nestor Film Company.

## Distribuzione
Distribuito dall'Universal Film Manufacturing Company, il film uscì nelle sale cinematografiche USA il 3 settembre 1915.